# 八坂町
八坂町（やさかちょう）は、かつて大阪府泉北郡にあった町である。おおむね現在の和泉市幸にあたる。本項では前身である和泉郡・泉北郡南王子村（みなみおうじむら）についても述べる。

## 概要
町の中央部を熊野街道（小栗街道）が南北に通る。和泉市編入時の面積は0.23平方キロメートル、人口密度は17,891人/平方キロメートルで、当時の全国最小面積の市町村だった。また、和泉市編入後に旭町、幸町、山手町の3大字が起立したが、現在は幸に統一されている（山手町がごくわずかに残っている）。

## 歴史

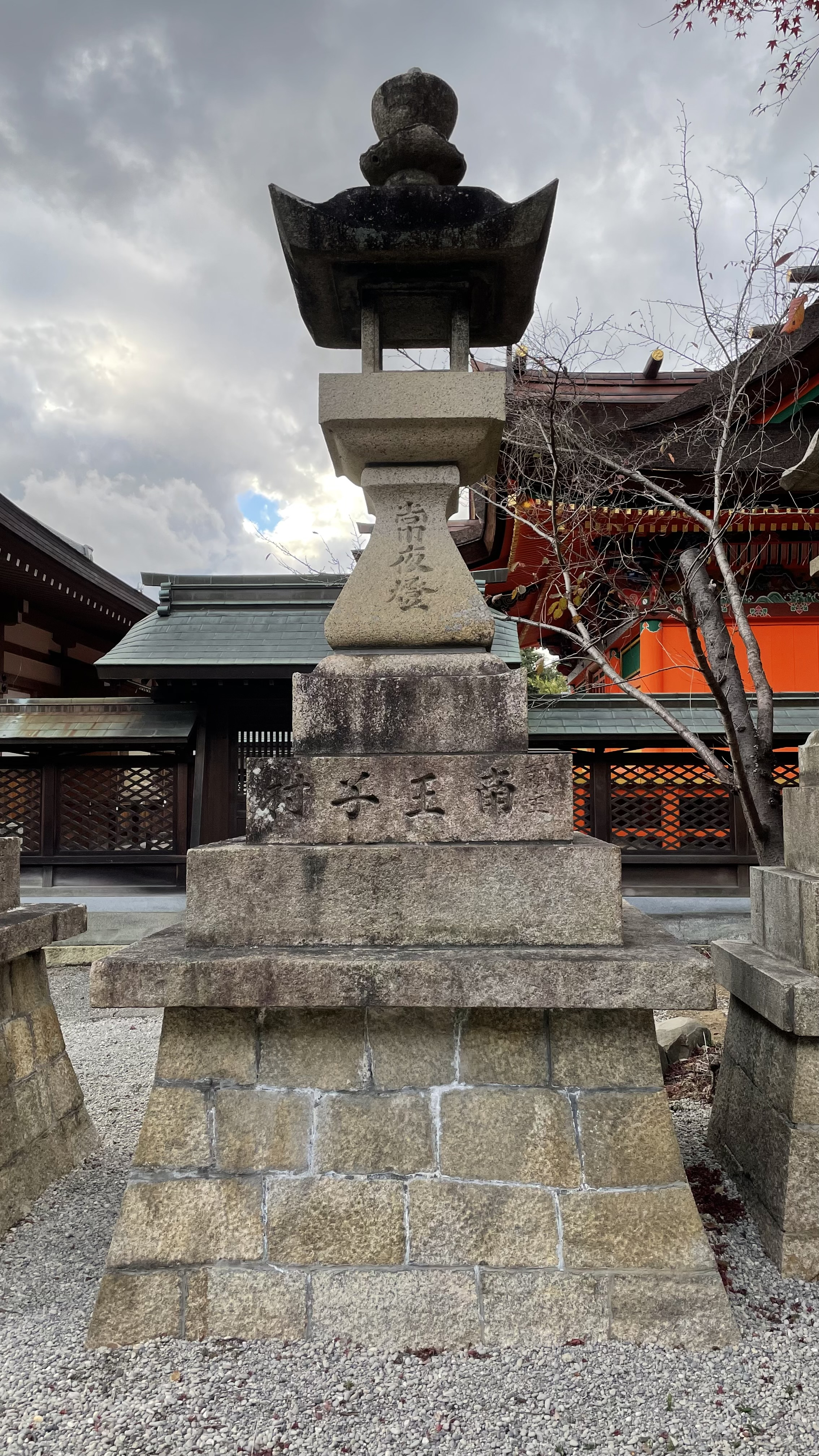
「南王子村」と記された聖神社の石灯篭

南王子村の起源は、聖神社境内に居住していた斃牛馬処理にあたっていた賤民が和泉国泉郡王子村に設けられた「穢多屋敷」に移されたことである。1686年（貞享3年）に和泉郡王子村より分村して王子村を本村とする枝村皮田となり、それが独立行政村として南王子村が成立した。当初人家は王子村内にあったが、1694年（元禄7年）の火事をきっかけにして、1698年（元禄11年）に60軒の集落が南王子村に形成された。その後、南王子村の人口は王子村をはるかに上回り、同じ和泉郡の沿岸部に発達した下条大津村や忠岡村と同規模にまで増加し、現在の和泉市域にあたる村の中で唯一町村制を単独で施行するに至った。
『奥田家文書』などの史・資料が残されている。
江戸時代は、幕府領。幕末の状況を記す旧高旧領取調帳によると、一橋徳川家領で石高は143石。

### 沿革
- 1686年（貞享3年） - 和泉郡王子村より南王子村が分村。
- 1889年（明治22年）4月1日 - 町村制の施行により、南王子村が発足。
- 1896年（明治29年）4月1日 - 郡の統廃合により所属が泉北郡に変更。
- 1943年（昭和18年）10月7日 - 南王子村が町制施行・改称して八坂町となる。
- 1960年（昭和35年）8月1日 - 泉北郡信太村とともに和泉市に編入され、同市旭町、幸町、山手町となる。

### 地名の由来
- 南王子村：王子村から分村したことによる。王子村は九十九王子の第九番目の王子である篠田王子に由来する。
- 八坂町：町内にある「八坂神社」より。

## 史料
- 『奥田家文書』（奥田家文書研究会編、大阪府同和事業促進協議会、1969年 - 1976年）
- 『大阪府南王子村文書』（南王子村文書刊行会編、和泉市教育委員会、1976年 - 1980年）